# Adriaan Botha
Adriaan Botha (né le 8 mars 1977) est un athlète sud-Africain spécialiste du 400 mètres. Il obtient ses meilleurs résultats lors des relais 4 × 400 mètres.

## Carrière

### Palmarès
| Date | Compétition           | Lieu          | Résultat | Épreuve   | Performance   |
| ---- | --------------------- | ------------- | -------- | --------- | ------------- |
| 1998 | Jeux du Commonwealth  | Kuala Lumpur  | 4e       | 4 × 400 m | 3 min 02 s 21 |
| 1999 | Championnats du monde | Séville       | 3e       | 4 × 400 m | 3 min 00 s 20 |
| 1999 | Jeux africains        | Johannesbourg | 2e       | 4 × 400 m | 3 min 1 s 34  |

### Records
| Épreuve    | Performance | Lieu       | Date         |
| ---------- | ----------- | ---------- | ------------ |
| 400 mètres | 45 s 14     | Roodepoort | 16 mars 2001 |